# Carol cel Mare
Carol cel Mare (în germană Karl I, der Große,  latină Carolus Magnus, franceză/engleză Charlemagne; n. anii 740 d.Hr., Imperiul Franc, Franța – d. 28 ianuarie 814 d.Hr., Aachen, Imperiul Franc), a fost rege al francilor din 768 până la moarte, și fondator al Imperiului Carolingian. În timpul domniei sale a cucerit Italia și a fost încoronat Imperator Augustus de papa Leon al III-lea pe 25 decembrie 800, unii istorici văzând aceasta ca o încercare de a reînvia Imperiul Roman de Apus. Imperiul Carolingian a fost în Europa, într-un anumit sens, un stat rival față de Imperiul Roman de Răsărit, cu capitala la Constantinopol (denumit și Imperiul Bizantin). Carol cel Mare face parte din dinastia Carolingiană și este considerat uneori ca părintele fondator al Franței, cât și al Germaniei. Unii istoriografi îl consideră drept părinte al Europei. A fost primul conducător al unui imperiu în Europa occidentală, de la prăbușirea Imperiului Roman cu capitala la Roma.

## Originea
Locul nașterii se presupune că ar fi localitatea Prüm, unde ar fi trăit mama sa, Bertrada. Tatăl său, Pepin cel Scurt, provine din familiile Merovingiană și Carolingiană de lângă Liège, Belgia de azi.
| Pippin Mijlociul (n.c. 635 – d. 714), majordom francon                          | Chalpaida (d. înainte de 714), așa-zisa Friedelehe    | NN                                                    | NN                                                    | Martin, Duce de Laon (n. c. 660 – d. 680)         | Bertrada cea Bătrână (n. 660 – d. după 721), fondatoarea mănăstirii din Prüm | Childerich al II-lea (n.c. 655 – d. toamna 675), rege merovingian al Francilor | Bilchide, fiica lui Sigibert al III-lea |
| Carol Martel (n.c. 689 – d. 741), majordom francon                              | Carol Martel (n.c. 689 – d. 741), majordom francon    | Chrodtrud (n. 690 – d. 724)                           | Chrodtrud (n. 690 – d. 724)                           | Heribert de Laon, (n. 680 – d. 747) Conte de Laon | Heribert de Laon, (n. 680 – d. 747) Conte de Laon                            | Gisele de Aquitania                                                            | Gisele de Aquitania                     |
| Pippin cel Tânăr (n. 714 – d. 768), rege al Francilor                           | Pippin cel Tânăr (n. 714 – d. 768), rege al Francilor | Pippin cel Tânăr (n. 714 – d. 768), rege al Francilor | Pippin cel Tânăr (n. 714 – d. 768), rege al Francilor | Bertrada cea Tânără (n. 725 – d. 783)             | Bertrada cea Tânără (n. 725 – d. 783)                                        | Bertrada cea Tânără (n. 725 – d. 783)                                          | Bertrada cea Tânără (n. 725 – d. 783)   |
| Carol cel Mare (n. 748 – d. 814), împărat și fondator al Imperiului Carolingian |                                                       |                                                       |                                                       |                                                   |                                                                              |                                                                                |                                         |

## Carol domnește singur (771)

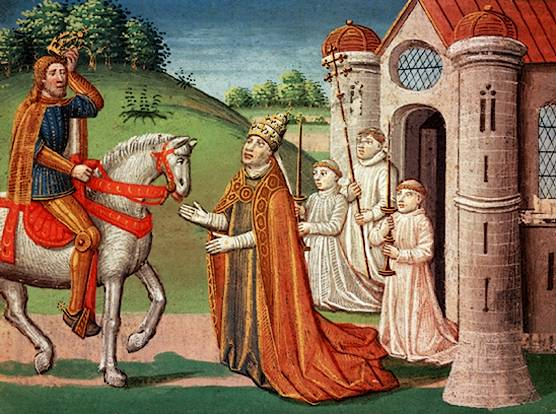
Carol cel Mare și Papa Adrian I

La moartea tatălui său, Pepin cel Scurt, în anul 768, Carol cel Mare împarte tronul cu fratele său Carloman, care moare în anul 771. Carol va domni singur asupra francilor care, fiind proaspăt trecuți la creștinism, nu pot renunța la „obiceiurile barbare” neglijând noua lor religie. În Saxonia (azi Germania de nord), saxonii continuă să practice „religia barbară”, în sud longobarzii au conflicte cu Biserica Catolică de la Roma, în Cordoba sarazinii se extind spre nord, iar în est apare pericolul invaziei avarilor, toate acestea amenințând Imperiul Franc.

## Războiul cu saxonii (772)

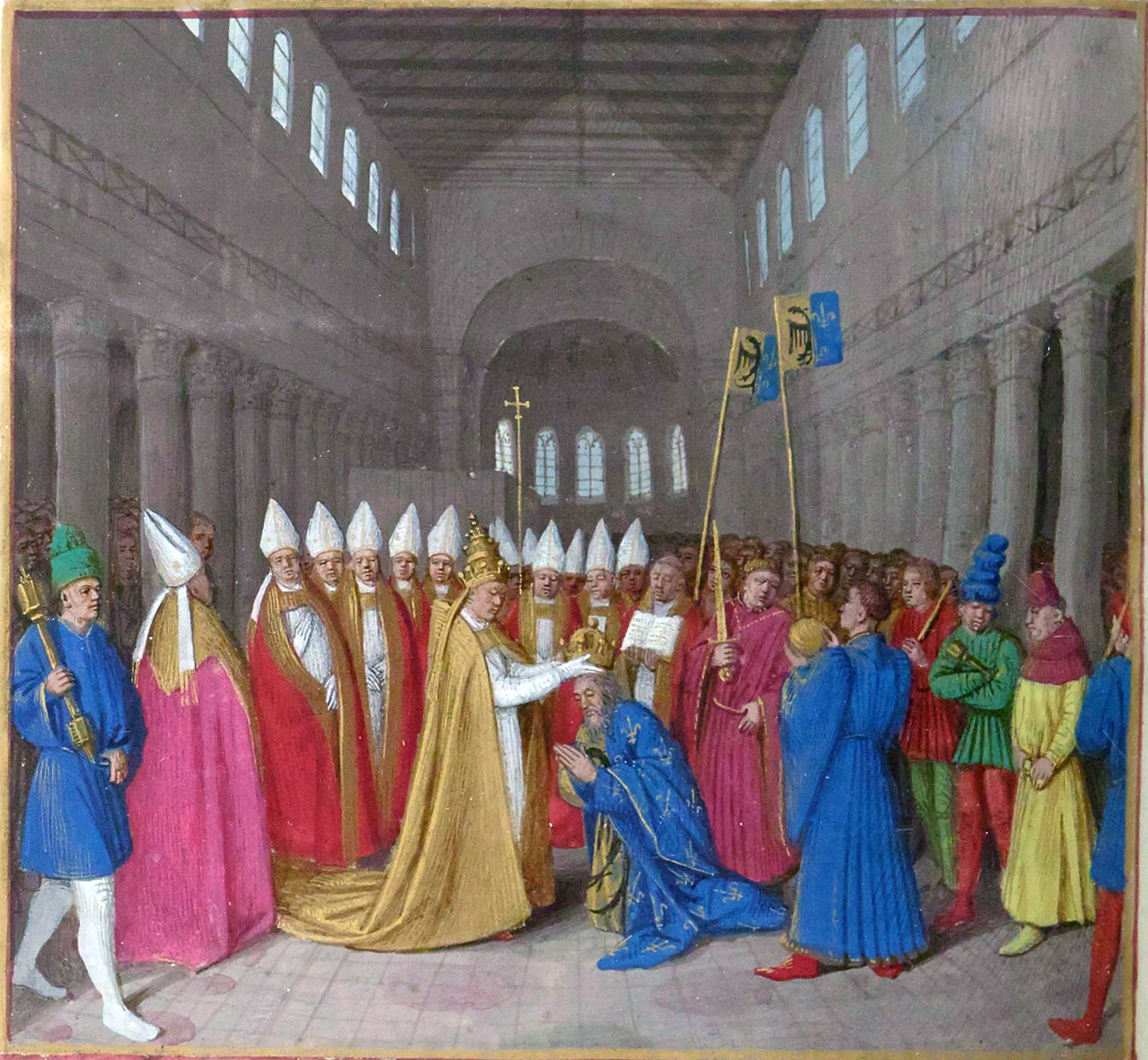
Încoronarea lui Carol cel Mare ca Împărat al Occidentului de către Papa Leon al III-lea.

În anul 772 încep războaiele cu saxonii care durează timp de 32 de ani. După aceste războaie, Carol este denumit (Pater Europae). Scopul acestor războaie era convertirea la catolicism și alipirea de Imperiul Franc a teritoriului saxonilor care trăiau între Marea Nordului și Munții Harz respectiv între Elba și Rin.

## Înfrângerea longobarzilor (774)
În martie 773  legatul papal de la curtea lui Carol îi cere ajutor împotriva longobarzilor din nordul Italiei de azi care amenințau Roma papală. Carol pornește o expediție militară ce durează din martie 773 până în vara lui 774, când reușește să-l învingă pe Desiderius, regele longobarzilor.
Carloman, fratele mort și fost rival al lui Carol, se căsătorise cu fiica lui Desiderius, regele longobarzilor, cu toate că încheiase în prealabil un pact de alianță cu Carol I. Desiderius pornește o incursiune militară împotriva papei Adrian I pentru ca acesta să sfințească ca regi franci pe cei doi fii ai fratelui mort (Carloman), care primiseră azil la curtea lui Desiderius. Carol înfrânge însă oastea lui Desiderius, proclamându-se la Pavia rege al longobarzilor, recunoscând suveranitatea papei, iar teritoriul din jurul Romei (Patrimonium Petri) ca stat de sine stătător sub conducere papală (stato pontificio, sau stato de la Santa Chiesa).

## Războaiele contra maurilor (778)

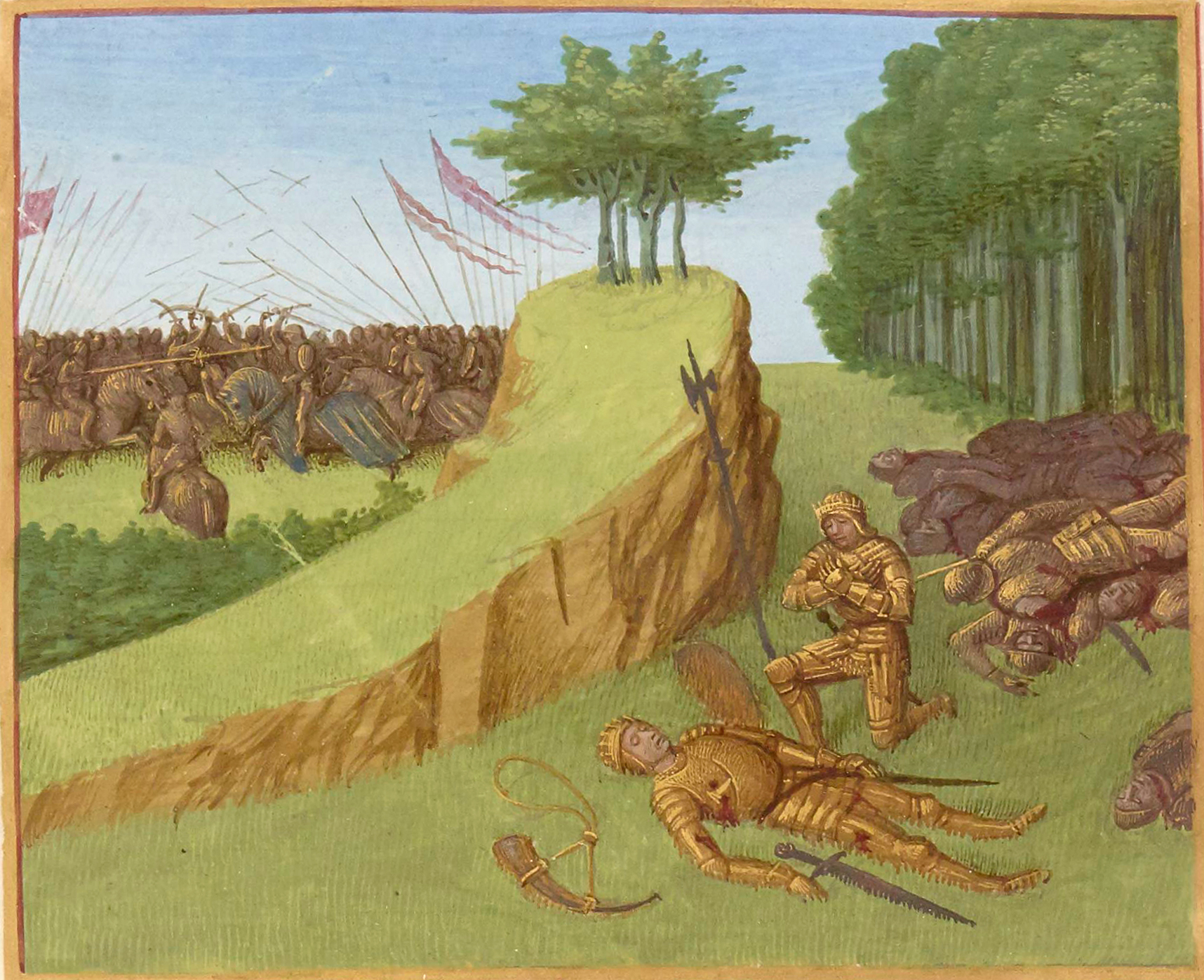
Moartea lui Roland (pictură din secolul al XV-lea)

Expediția contra maurilor s-a pornit pentru a acorda sprijinul cerut de emirul din Saragossa contra emirului  Abd ar-Rahman I din Cordoba (756 – 788). La retragerea sa din Spania, ariergarda sa a fost surprinsă de către basci. Bătălia de la Roncesvalles care a urmat este cântată în Cântecul lui Roland. Teritoriul din Pirinei era numai în parte sub controlul francilor, acest teritoriu întinzându-se până la orașele Girona, Cerdagne, Urgell și Barcelona. În anul 806, acest ținut este numit "Marca spaniolă". Unul din rezultatele angajamentului militar al francilor în regiune este constituirea principatului Andorra. Pentru îmbunătățirea relațiilor politice dintre arabi și franci, se spune că în anul 801 califul din Bagdad Harun al-Rashid i-ar fi dăruit lui Carol I, elefanți, dintre care unul era alb.

## Bavaria își pierde independența (788)
În anul 788 Bavaria va fi integrată în Marca avară aparținând imperiului franc, marcă situată în estul imperiului ulterior fiind denumită  856 Marchia Orientalis ca ținut de graniță și apărare în fața avarilor. Tasilo III prinț de Bavaria a cărui viață a fost cruțată de Pepin cel Scurt  căută, însă fără succes să păstreze independența Bavariei printr-o alianță cu longobarzii care erau deja sub stăpânire francă și cu ducele saxon Arichis al II-lea von Benevent care era interesat de asemenea la o rezistență împotriva dominației france.
Această coaliție a fost dezmembrată de franci prin asediul orașelor  Capua și Salerno 786/787, iar regiunea din preajma Salzburgului din 798 este separată de Bavaria devenind provincie bisericească subordonată unui arhiepiscop catolic. Arhiepiscopul Arhidiecezei de Salzburg a purtat până la sfârșitul Sfântului Imperiu Roman titlul de „primas Germaniae", adică primat al Germaniei, deși se afla în țările ereditare Austriece.
Integrarea Bavariei și Saxoniei în imperiul franc au fost condiții esențiale pentru alcătuirea de mai târziu a Sfântului Imperiu Roman.

## Ocrotitorul Bisericii și al Romei

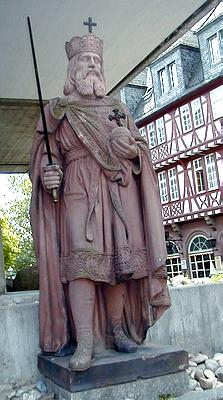
Carol del Mare (Muzeul de istorie din Frankurt pe Main)

În anul 795 a fost ales papă Leon al III-lea care se asigură de sprijinul lui Carol I trimițându-i acestuia ca protector al bisericii (patricius romanorum) cheia de la mormântul Sfântului Petru și stindardele Romei. Sistemul papal era fărâmițat în acel timp datorită opoziției unor nobili, ajungându-se la un conflict deschis în lupta pentru putere între aceste facțiuni și noul papă. Ca urmare, în 799 are loc un atentat împotriva papei, Leon al III-lea se refugiază sub protecția lui Carol la Paderborn, unde probabil s-a încheiat înțelegerea cu papa pentru sfințirea (încoronarea) lui Carol ca împărat.
În vara anului 800 Carol pornește spre Roma unde la 23 decembrie în fața porților Romei trebuie să depună un jurământ de puritate sufletească, care urma să înlăture învinuirile ce-i fuseseră aduse de unii nobili. În ziua de Crăciun din anul 800, Carol cel Mare a fost încoronat de papă ca împărat al Sfântului Imperiu Roman, primind titlul de Karolus serenissimus augustus a Deo coronatus magnus pacificus imperator Romanum gubernans imperium, qui et per misericordiam dei rex Francorum atque Langobardorum, ca patronus et advocatus al Bisericii, patriarhul Ierusalimului trimite lui Carol cheile Mormântului Sfânt ca simbol de ocrotitor al creștinilor, Carol a preluat definitiv și funcția împăratului bizantin, Basileios care pretinde să fie considerat măcar egalul împăratului franc.
Carol se considera Augustus Imperator Renovati Imperii Romani, împăratul imperiului roman restaurat, legitimat de biserică prin denumirea de sacrum (Sfântul Imperiu Roman). Unitatea dintre stat și biserică („imperium et sacerdotium”) a fost fundamentul unității europene medievale.
În plan cultural a avut loc dezvoltarea artei și științei, mișcare cunoscută drept renașterea carolingiană.

## Extinderea imperiului spre est (după 800)

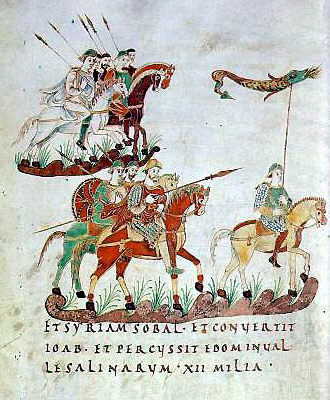
Călăreți carolingieni (manuscris din secolul IX)

Pentru a umple golul format în nord estul imperiului (Transalbingien) prin deportarea saxonilor, Carol I permite slavilor de pe Elba (Abotriții sau Obotriții) și francilor să se așeze aici.
Conflictele cu danezii din 804 datorită sprijinirii saxonilor și prigonirii slavilor, jefuirea ținutului Friesland (810) de către regele danez Göttrik (Godfred), care după analele francilor și-a pregătit o poziție de apărare contra francilor (808) între râurile Teene și Schlei, apărare care a fost consolidată (810) prin zidul de apărare al saxonilor (Limes Saxoniae).
Relațiile dintre slavi, sași  și turingi au fost de asemenea încordate. În anul 789, francii pornesc o campanie militară contra wilților, iar după înfrângerea rezistenței sașilor, în 806 contra sorbilor, ducele acestora, Miliduoch, fiind în prealabil omorât.
Urmează ocuparea Boemiei (805–806) de către franci.
În anul 845 în Regensburg sunt botezați 14 duci din Boemia în timpul domniei lui Ludovic cel Pios, nepotul lui Carol, în timpul căruia imperiul s-a dezbinat prin Tratatul de la Verdun, în 843, Boemia devenind mărul discordiei pentru francii din est, iar din anul 862 devine și Ungaria nesigură.
Extinderea francilor spre est determină o influență politică și culturală germană în Europa centrală.

## Conflictele cu Bizanțul (806–812)

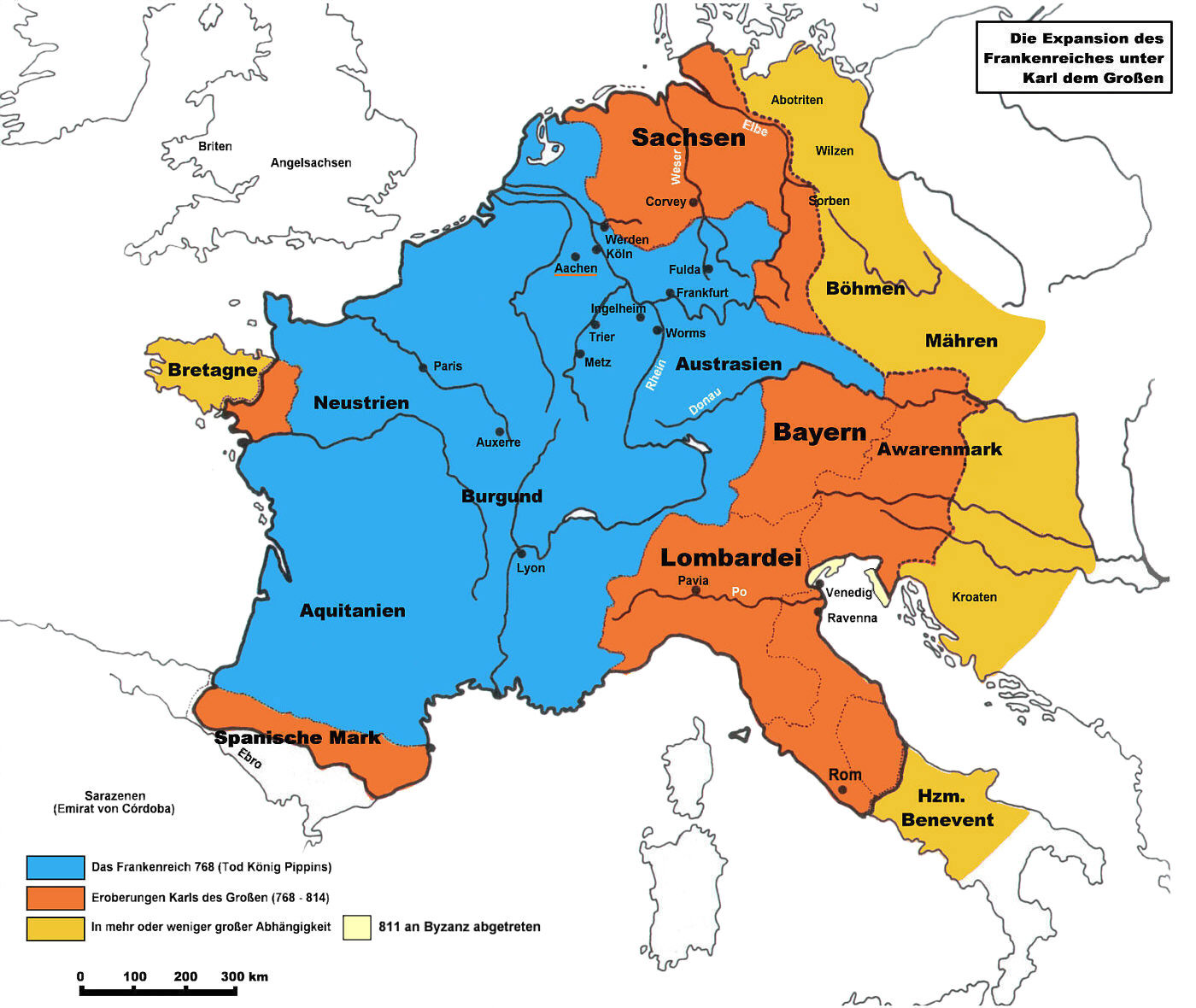
Imperiul în timpul lui Carol cel Mare

Nicefor I (802–811), împăratul bizantin (numit „Basileus“), refuză să recunoască titlul de împărat al lui Carol cel Mare și solia francă (803) trebuie să se reîntoarcă umilită din Bizanț. 
Conflictele se agravează când Carol pretinde și apoi tratează Dalmația și Veneția ca teritorii ale sale.  
Nicefor răspunde printr-o blocadă maritimă a Veneției. Fiul lui Carol, Pepin, regele Italiei, ocupă Veneția ceea ce care-l determină pe împăratul bizantin să înceapă tratativele.
La sfârșitul anului 810 o solie bizantină sosește în Italia. Pentru că fiul lui Carol murise între timp (la 8 iulie 810), solia bizantină este primită la Aachen, dar Carol nu acceptă compromisurile proupuse de bizanti. 
Între timp Nicefor I cade într-o campanie militară contra bulgarilor (la 26 iulie 811).
Puterea politică este preluată de ginerele împăratului bizantin, Mihail I Rangabe (811–813), prin înlăturarea cu sprijinul bisericii ortodoxe a lui Staurakios, fiul lui Nicefor I.
Spre deosebire de predecesorul său (Nicefor I), Mihail I este interesat de o alianță cu francii, trimițând o solie bizantină la Aachen, care recunoaște oficial titlul de împărat al lui Carol cel Mare, acesta trebuind să renunțe la Dalmația și Veneția.
Urmașii lui Mihail I adaugă la titlul lor de împărat „al romanilor”, pe când urmașii lui Carol se numeau numai „imperator augustus”. În 996, în timpul lui Otto al III-lea (980–1002) din Dinastia Ottoniană, titlul este schimbat în Romanorum imperator augustus, „împărat al Sfântului Imperiu Roman”.

## Familie
Carloman a avut 4 soții, oficial, care au fost recunoscute de către istorici, alături de mai multe concubine.
- Cu Himiltrude, se crede că ar fi soția lui Carloman, dar cei mai mulți istorici se referă la ea ca fiind o concubină.
  - Pippin cel Cocoșat (768/769 – 811)
- Cu Desiderata, a fost soția lui Carloman, fiica lui Desiderius, regele longobarzilor. S-a însurat în 770, dar uniunea a fost anulată un an mai târziu.
- Cu a doua lui soție, Hildegard de Vinzgouw, a avut 9 copii.
  - Carol cel Tânăr, rege al francilor și duce de Maine (772 –  4 Decembrie 811)
  - Pepin al Italiei, rege al longobarziilor (Aprilie 777 –  8 Iulie 810)
  - Adalhaid (n. 774)
  - Rotrude (775 – 6 Iunie 810)
  - Ludovic cel Pios, împărat al Imperiului carolingian, rege al francilor și rege al Aquitaniei (778 – 20 Iunie 840). Fratele geamăn al lui Lothair.
  - Lothair (778–779/780). Fratele geamăn al lui Ludovic. A murit în copilărie.
  - Bertha (n. 780)
  - Gisela (781–808)
  - Hildegarde (782–783)
- Cu Gersuinda, prima concubină care apare în documentele oficiale:
  - Adaltrude (n. 774)
- A doua concubină recunoscută de istorici este Madelgard, cu care a avut:
  - Ruodhaid (n. 775), stareță la Faremoutiers
- A treia soție este Fastrada, fiica contelui franc Rudolph 
  - Theodrada (n. 784), stareță la Argenteuil
  - Hiltrude (n. 787)
- Luitgard, ultima soție a lui Carloman, nu a avut copii.
- Cu a patra concubină, pe nume Regina
  - Drogo de Metz (17 Iunie 801 – 8 Decembeie 855)
  - Hugh, arhicancelar al Imperiului (802 – 844)
- Cu Ethelind a avut copii:
  - Richbod (805–844), stareț la Saint-Riquier
  - Theodoric (n. 807)

## Galerie de imagini

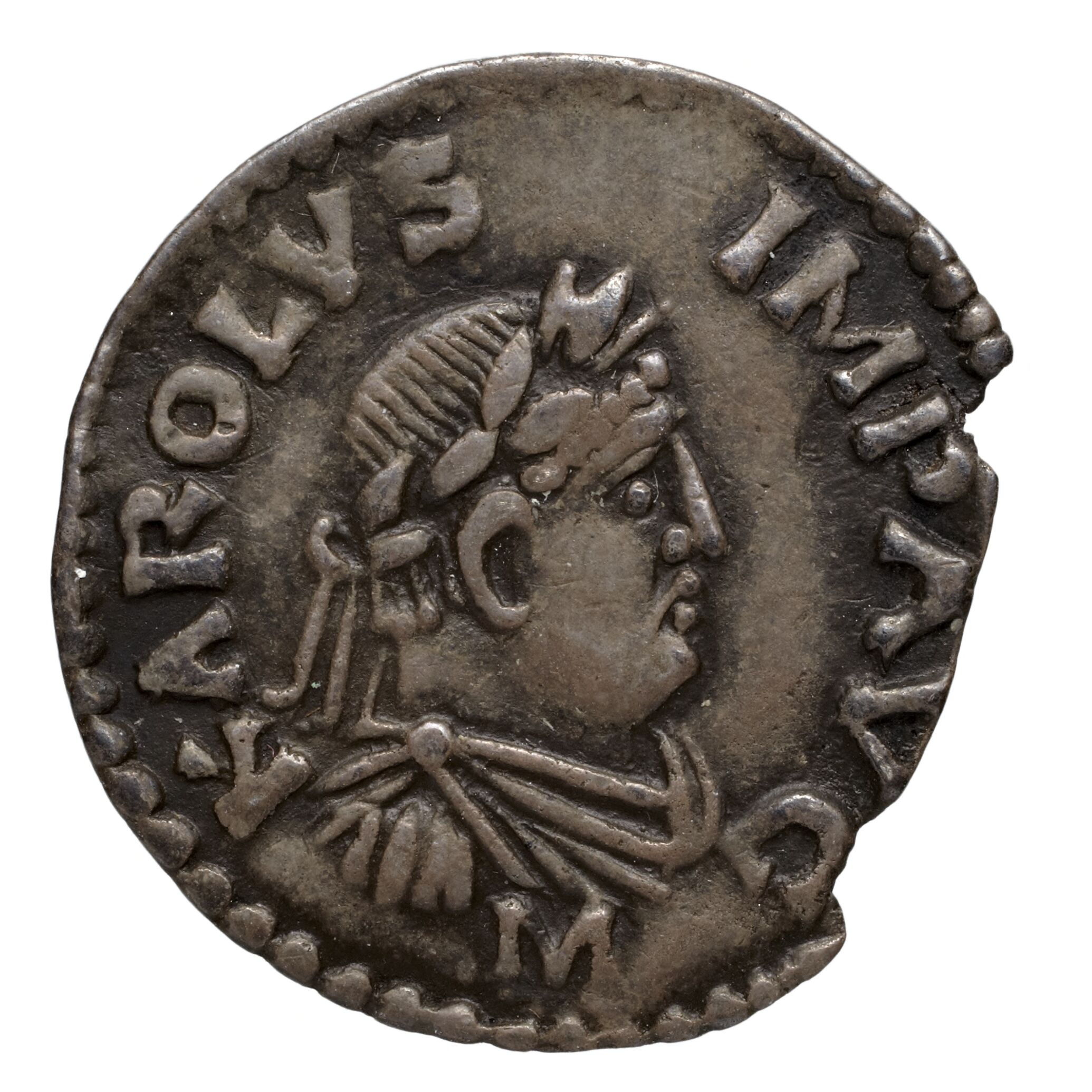
Denar imperial de argint, emis sub Carol cel Mare, bătut la Mainz (812-814), inspirat de modelele numismatice romane.  Efigia din profil fără barbă, spre dreapta, cu fruntea laureată; inscripția  KAROLUS IMP[erator] AUG[ustus].
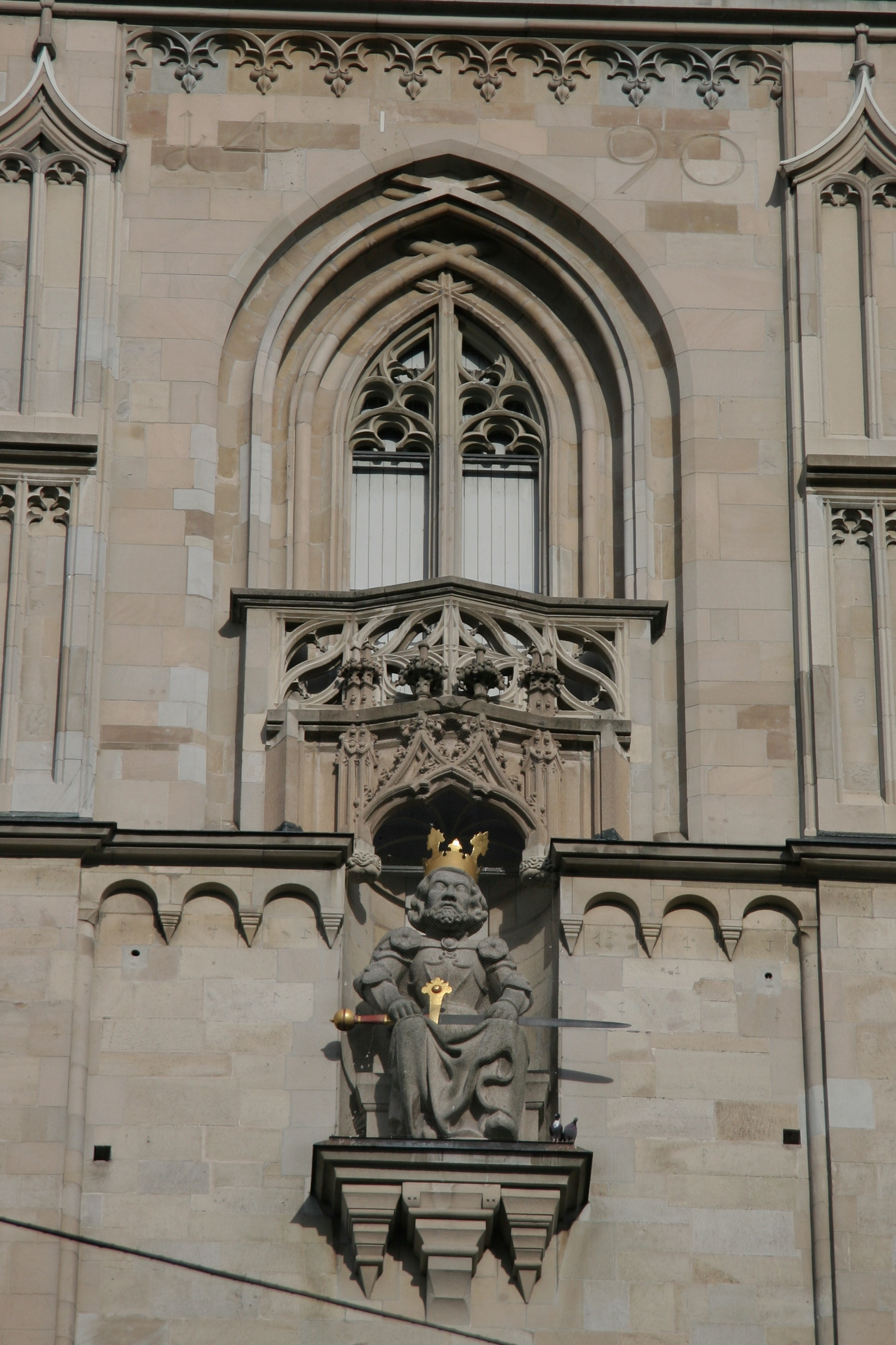
Statuia lui Carol cel Mare de la abația din Zürich (Elveția)
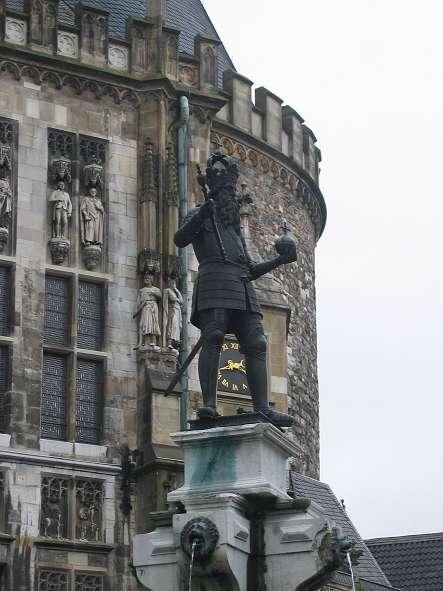
Statuia lui Carol cel Mare din fața primăriei din Aachen (Germania)
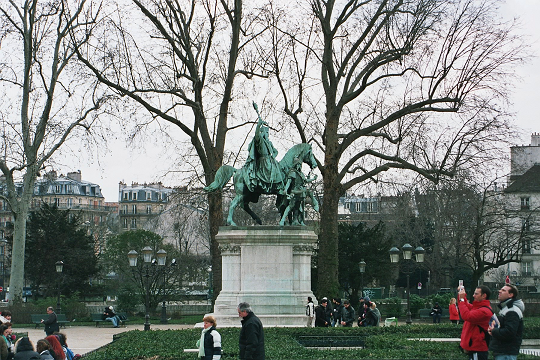
Statuia lui Carol cel Mare din fața Catedralei "Notre-Dame" din Paris (1)
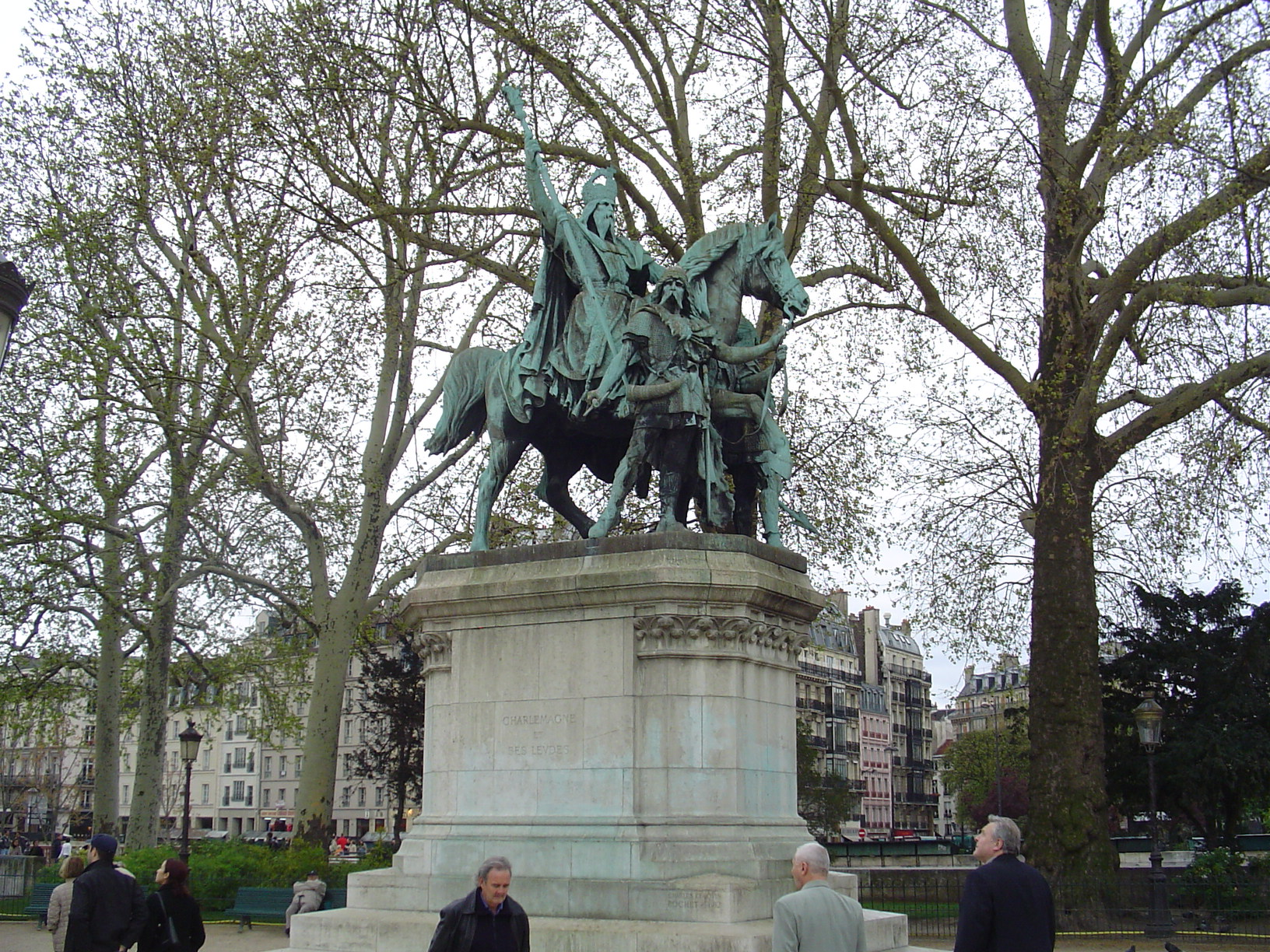
Statuia lui Carol cel Mare din fața Catedralei "Notre-Dame" din Paris (2)
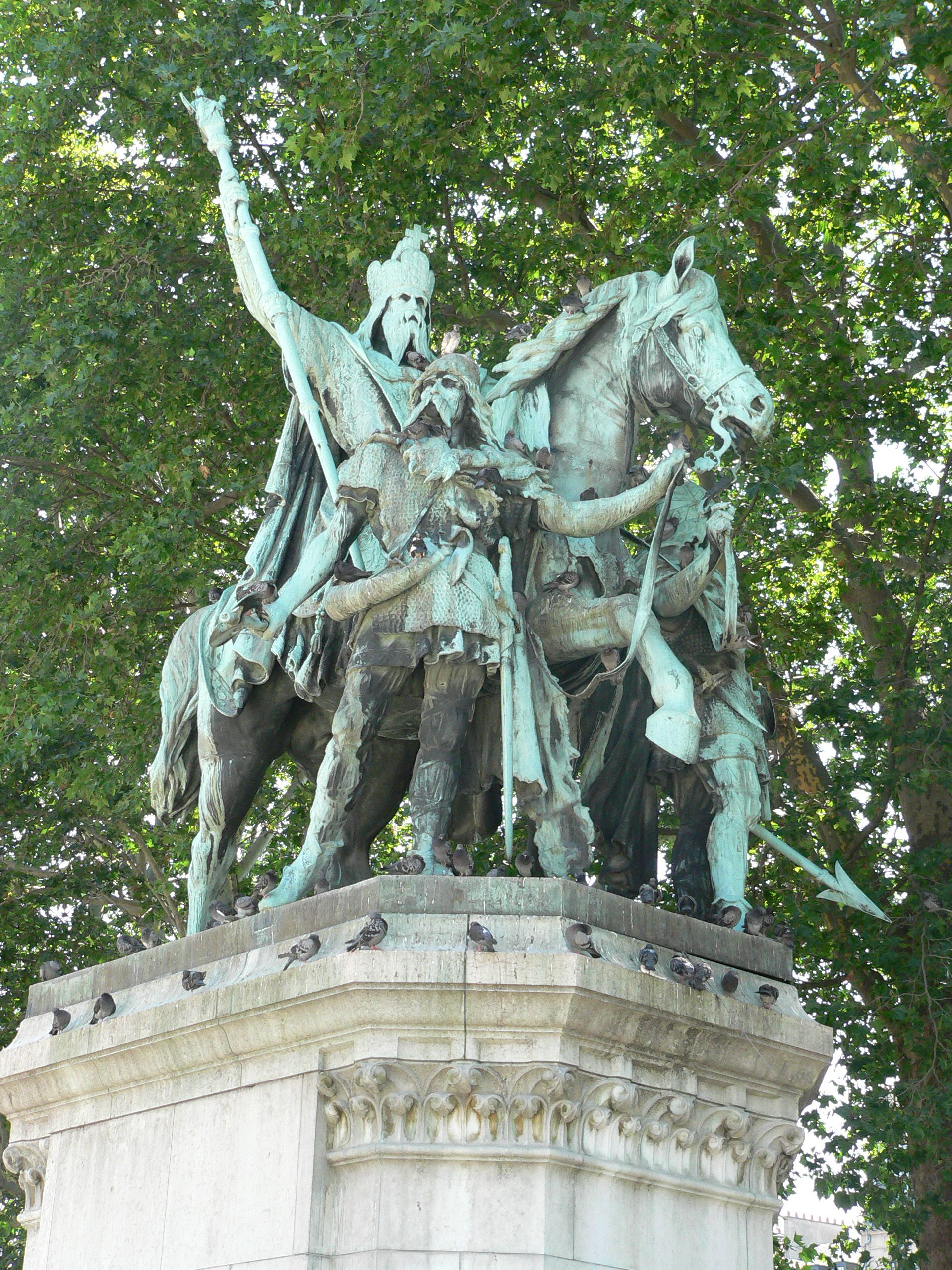
Statuia lui Carol cel Mare din fața Catedralei "Notre-Dame" din Paris (3)
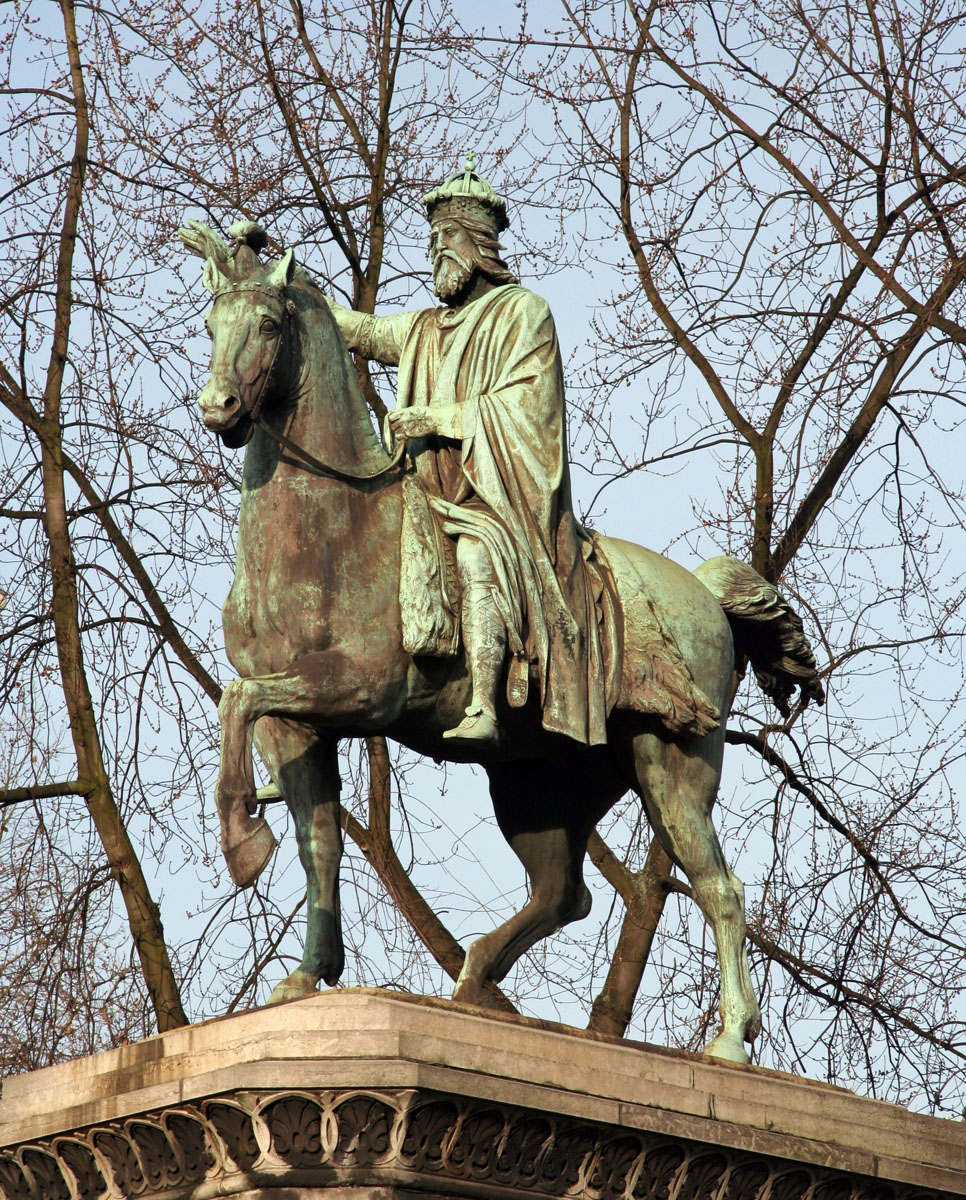
Statuia lui Carol cel Mare din Liège (Belgia)
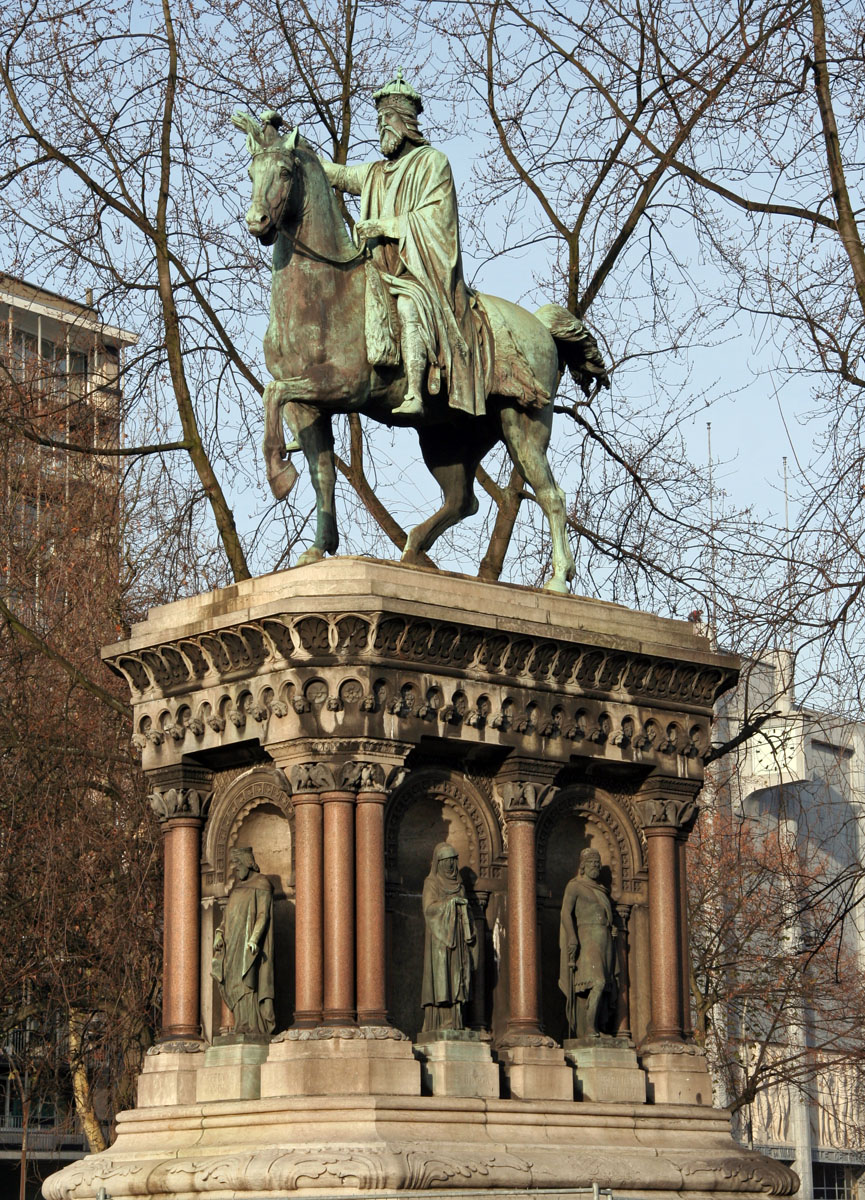
Statuia lui Carol cel Mare din Liège (Belgia)
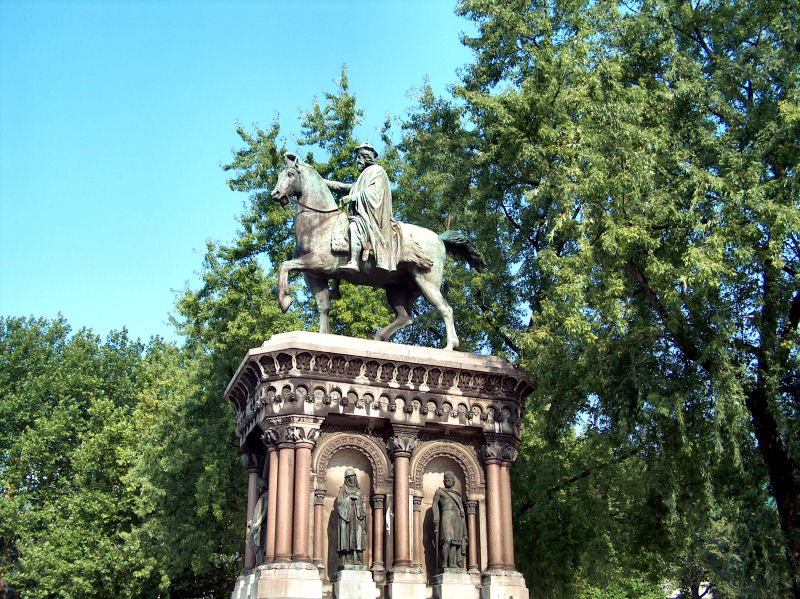
Statuia lui Carol cel Mare din Liège (Belgia)
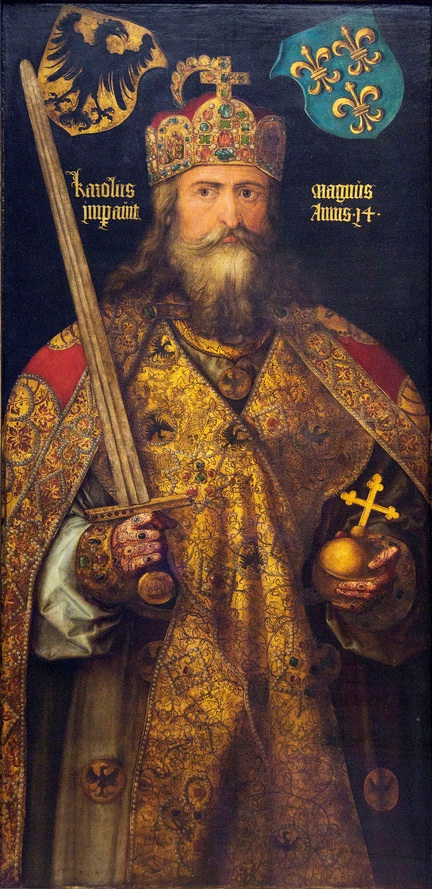
Portret imaginar al lui Carol cel Mare, făcut de Albrecht Dürer. Blazoanele de deasupra capului său arată vulturul german și crinii francezi.
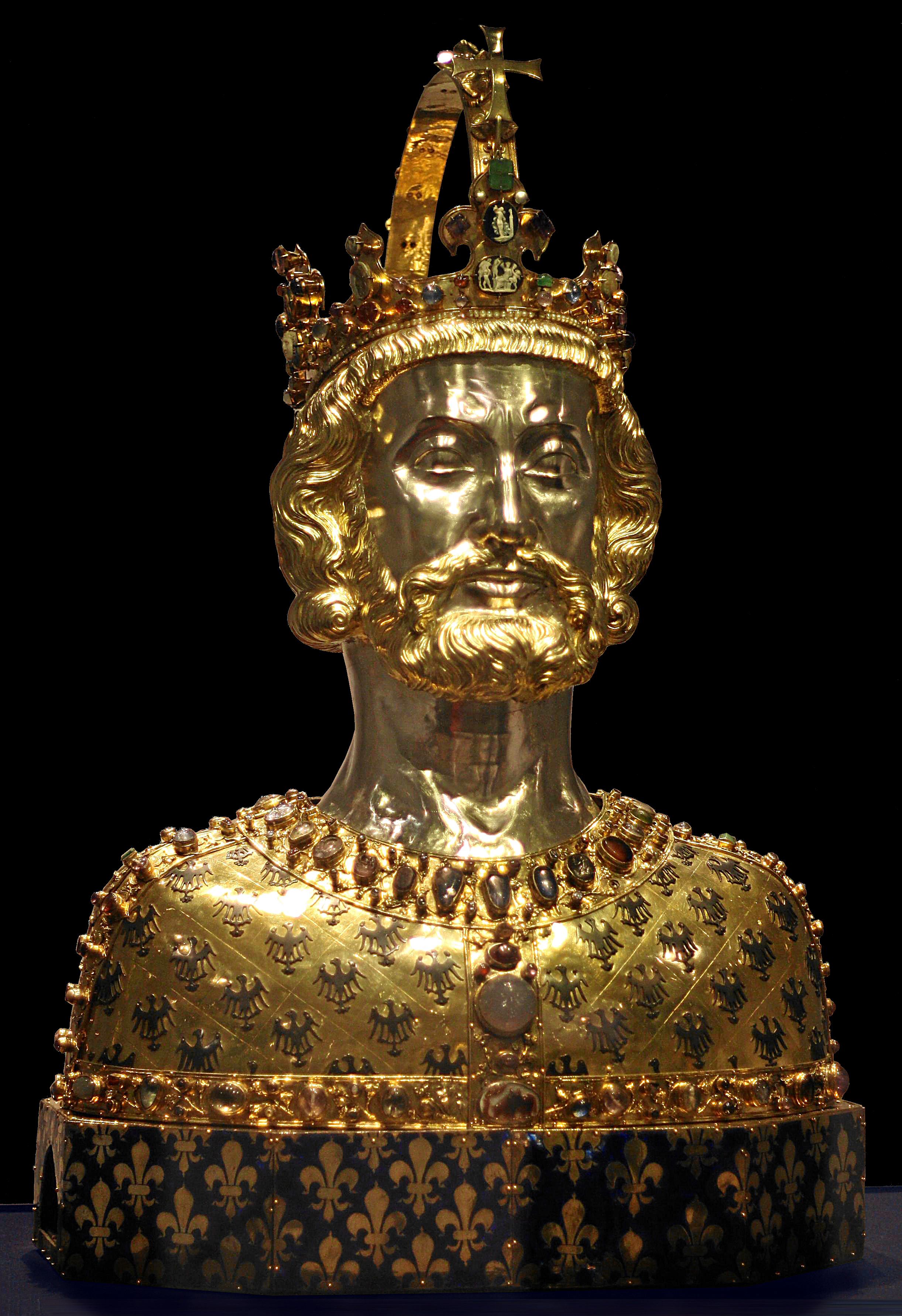
Bustul lui Charlemagne (portretizare idealizată și raclă, despre care se spune că ar conține calota craniană a lui Charlemagne) e situat la Trezoreria Catedralei din Aachen și poate fi considerată cea mai faimoasă reprezentare a domnitorului.